# Wątlik charłaj
Wątlik charłaj, wątlik punktowany (Leptophyes punctatissima) – gatunek małego, nielatającego owada prostoskrzydłego zaliczany do długoskrzydlakowych. Po raz pierwszy został opisany naukowo z okolic Paryża. Polska nazwa rodzajowa wątlik nawiązuje do jego wątłej budowy. 

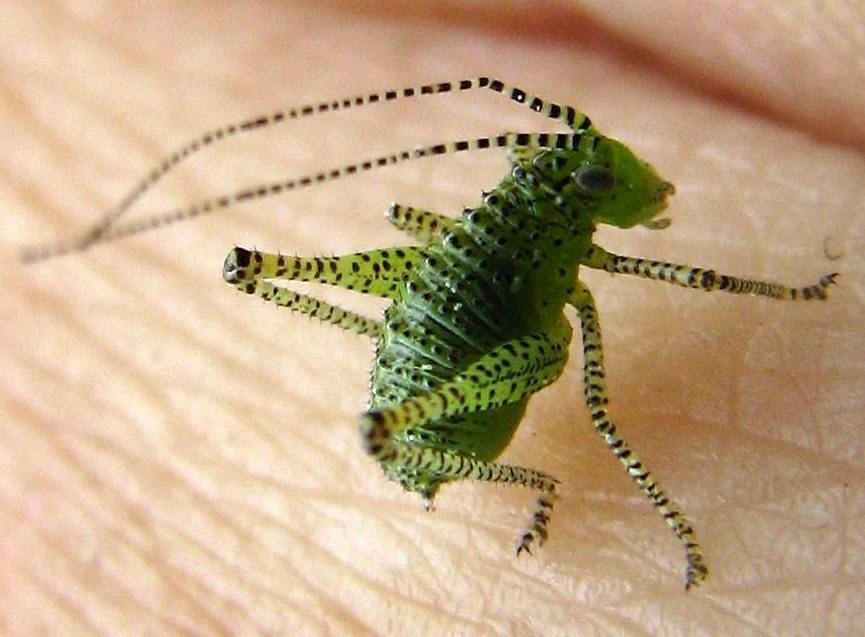
Leptophyes punctatissima

Występuje licznie w Europie Zachodniej. W Polsce występuje lokalnie, jest gatunkiem bardzo rzadkim, stwierdzonym po 1980. Pierwsze jego stanowisko odkryto w Poznaniu (na osiedlu Różany Potok), kolejne w województwie pomorskim. Dla ochrony tego gatunku w Centrum Hewelianum utworzono użytek ekologiczny „Luneta z Pasikonikiem”.
Wątlik charłaj ma zielony tułów z brązową pręgą na grzbiecie oraz długie odnóża. Skrzydła są silnie zredukowane u obydwu płci. Osiąga długość 9–18 mm. Zimują jaja składane w korze drzew lub krzewów. Larwy pojawiają się wiosną. W Europie Zachodniej osobniki dorosłe obserwowane są od połowy lipca do jesieni. Wątlik charłaj jest gatunkiem roślinożernym.
Blisko spokrewnionym gatunkiem jest występujący również w Polsce Leptophyes albovittata.